# Теракт в поселении Итамар (2011)
Теракт в поселении Итамар (ивр. הפיגוע בישוב איתמר‎) — террористическое нападение, совершённое в ночь на 12 марта 2011 года в поселении в центральной Самарии. Двое арабских террористов зарезали Уди (37 лет) и Рут Фогель (36), и их детей: Йоава (11 лет), Эльада (4 года) и Адас (3 месяца). Ещё троим их детям (12, 8 и 2 года) удалось спастись.

## Теракт
Два террориста проникли в поселение, перебравшись через забор безопасности. Вечером 11 марта 2011 года, около 22:00, система электронного оповещения зафиксировала «прикосновение» к забору, однако сообщение не было передано израильским службам безопасности.
В это же время 12-летняя Тамар Фогель ушла с подругами, а дверь дома осталась незапертой. Террористы проникли в дом и убили спящих Йоава, Эльада, Уди и трехмесячную Адас. Вышедшая на шум из душа Рут пыталась воспользоваться пистолетом мужа, которым она не умела пользоваться, но оба раза промахнулась, после чего была убита. Когда около полуночи Тамар вернулась домой, она увидела страшную картину резни. Террористы, видимо, не обыскивали дом, поэтому ещё двое детей 8-ми и 2-х лет, находившихся в другой комнате, остались живы. Сестра забрала их и побежала к соседям за помощью.
Прибывшие на место происшествия сотрудники службы скорой помощи «Маген Давид Адом» констатировали смерть пяти человек. Троих спасшихся детей — 12-летнюю Тамар, 8-летнего Рои и двухлетнего Ишая — забрали к себе их дедушка Хаим и бабушка Циля. Организация «ЗАКА» начала эвакуацию тел убитых с места преступления после исхода субботы.
В течение ночи силы безопасности прочесывали окрестности Итамара, однако, судя по всему, террористы успели вернуться на территорию Палестинской администрации (ПНА).

## Жертвы теракта
Вечером 12 марта были разрешены к публикации имена погибших:
- Уди (37 лет)[10] и Рут Фогель (36 лет)[11],

и их дети:
- Йоав (11 лет)[12],
- Эльад (4 года)[13],
- Адас (3 месяца)[14].

Семья Фогелей проживала в Итамаре c 2009 года, а до эвакуации израильских поселений сектора Газа в 2005 году, жила в поселении Нецарим в секторе. До 2009 года семья жила в городе Ариэль. Уди Фогель был раввином и офицером бронетанковых войск.
Около 20 тысяч людей пришли 13 марта на кладбище Гар а-Менухот в Иерусалиме, чтобы проводить погибших в последний путь. На похоронах выступили, в том числе, главный ашкеназский раввин Израиля Йона Мецгер, главный раввин Тель-Авива Исраэль Лау, руководители Совета поселений, Председатель Кнессета Реувен Ривлин, председатель правительственной коалиции Зеэв Элькин, министр Моше Яалон.

## Предполагаемые исполнители
Первоначально об ответственности за теракт объявило крыло «Имада Мугнии», принадлежащее к группировке «Бригады мучеников Аль-Аксы» (ФАТХ). Позже, «после перепроверки данных» головная группировка отказалась от ответственности, заявив, что убийства детей «не является частью её идеологических взглядов». От «Имада Мугнии» других сообщений не поступало.
По одной из версий израильских властей, теракт могли совершить либо палестинские боевики, либо жители соседней арабской деревни Аварта в качестве мести за смерть двух 19-летних жителей этой деревни, застреленных солдатами Армии обороны Израиля 21 марта 2010 года. LA Times в своей публикации 2011 года называет их «подростками… собиравшими мусор», и пишет, что жители Аварты обвиняют в их смерти поселенцев. Речь идёт об инциденте на КПП между Авартой и Итамаром, в ходе которого двое замаскированных под фермеров жителей деревни «примерно 20 лет», вооружённые холодным оружием, с криками «Аллах акбар!» напали на солдат. В результате открытия огня на поражение нападавшие «были тяжело ранены и вскоре скончались».
После теракта в Итамаре ряд родственников убитых жителей деревни были арестованы Армией обороны Израиля, а их дом окружён. При этом один из жителей деревни сказал, что он «мог бы понять, если бы атака была совершена против солдат, но тот, кто убивает детей — не человек».
14 марта поступили сообщения о том, что в рамках розысков убийц израильскими силовыми структурами были задержаны 2 офицера службы безопасности ПНА.

## Аресты террористов и результаты расследования
По данным следствия на 17.04.2011, за убийство были арестованы двое арабов из Аварты, активисты НФОП «Народного фронта освобождения Палестины». Кроме убийства пятерых членов семьи Фогель, они также совершили кражу оружия из домов поселения Итамар. Также были арестованы несколько человек из числа их родственников — за соучастие в преступлении, так как помогали им заметать следы, а дядя террористов был замешан в убийстве женщины и троих детей в Итамаре в 2002 году. На следствии убийцы сообщили, что совершили теракт исключительно по националистическим мотивам, не выразили раскаяния в содеянном и заявили, что «дети — тоже евреи, и поэтому им положена смерть», и что они убили бы и двоих спасшихся детей, если бы заметили их. Согласно следователям, занимавшимся этим делом, «убийство семьи Фогель было терактом и не связано с местью палестинцев за погибших родственников».

### Обвинительное заключение, суд
5 июня 2011 года военным обвинителем Алоном Раве предъявлено официальное обвинение в убийстве семьи Фогель двум жителям деревни Аварта: двоюродным братьям 17-летнему Хакиму Аваду и 18-летнему Амджаду Аваду. Им также предъявлены обвинения в краже оружия и заговоре с целью совершения преступления. Обвиняемые не отрицали содеянного и заявили, что гордятся «поступком, который они сделали для Палестины».
2 августа 2011 года военный суд Самарийского округа «признал жителя арабской деревни Аварта Хакима Авада, 18 лет, виновным в убийстве пяти членов семьи Фогель» и приговорил к пяти пожизненным заключениям. Второго террориста Аджада Авада судили «в ходе отдельных слушаний в связи с тем, что каждый из преступников является также свидетелем на процессе подельника», и он «полностью признал свою вину, однако не выразил раскаяния в содеянном и отказался отвечать на дополнительные вопросы суда».
По личному мнению Командующего Центральным округом ЦАХАЛа Ави Мизрахи, «было бы правильным, если бы военная прокуратура потребовала смертной казни для убийц семьи Фогель […] совершившие это зверство не имеют права называться людьми».
28 ноября 2011 года военный суд Самарийского округа признал Амджада Авада виновным в убийстве семьи Фогель и потребовал «такого же наказания, как и для его сообщника». Присутствовавшие в зале суда отметили, что «подсудимый не пытался оправдаться и не высказывал сожалений по поводу содеянного».
16 января 2012 года военный суд округа Самария приговорил Амджада Авада, признанного виновным в совершении убийства пяти членов семьи Фогель в поселении Итамар, к пяти пожизненным срокам и ещё семи годам тюремного заключения. Террорист заявил: «Я не жалею, что я это сделал, и сделал бы это снова».

## Реакция

### Израиль
Министр иностранных дел Израиля Авигдор Либерман назвал произошедшее в Итамаре «еврейским погромом», а министр информации Израиля Юлий Эдельштейн, заявил, что «Зверское убийство, совершенное в поселке Итамар, в очередной раз доказывает, что у израильтян нет партнера для переговоров».
Как заявил Йоси Купервассер, генеральный директор министерства по стратегическим вопросам, в связи с постоянным анти-израильским «промыванием мозгов», осуществляемым в ПНА со времён соглашений Осло, Израиль планирует обратиться к западным странам с просьбой «прекратить финансирование палестинской системы образования и телевидения, пока не будет создан наблюдающий за ними надзорный орган».
14 марта Биньямин Нетаньяху повторил своё требование к Махмуду Аббасу принять необходимые мер для прекращения подстрекательства против Израиля. Согласно газете «Хаарец», «люди Аббаса сократили подстрекательство в мечетях и школах, но не остановили его полностью». Газета также назвала необъяснимым отсутствие реакции ПНА на решение назвать футбольный турнир молодёжного центра «Al-Amari» (UNRWA) в честь первой террористки-смертницы Вафы Идрис.
В ответ на теракт, израильское правительство объявило о строительстве 400—500 новых единиц жилья в поселениях Иудеи и Самарии. Официальный представитель правительства ПНА назвал это решение «неправильным и неприемлемым». Реагируя на израильское решение, правительство США заявило, что «Продолжение строительства израильских поселений является незаконным и противоречит попыткам возобновить прямые переговоры [между Израилем и ПНА]».
Мэр города Ариэль заявил, что за теракт в Итамаре вместе с ПНА несут ответственность израильские левые и газеты, которые «разделяют поселенцев и израильтян, живущих по другую сторону Зелёной черты» и проводят «делегитимизацию поселений». Журналист Асаф Вол (Ynet) призвал левых решить, кто они : «„полезные идиоты“ или антисемиты»?
Ассоциация родственников жертв террора «Альмагор» призвала власти «ввести смертную казнь для террористов, убивающих мирных жителей». Ранее эта организация сообщала, что «от рук террористов, выпущенных из израильских тюрем, погибли до 180 израильских граждан». Депутаты Кнессета Аюб Кара и Сильван Шалом приняли решение инициировать законопроект («Закон Фогеля»), обязывающий суд «выносить смертный приговор убийце детей и других невинных беспомощных людей». Как сам теракт, так и вынесение приговоров убийцам, вновь подняли вопрос о необходимости применения в Израиле смертной казни за особо тяжёлые преступления.
Активисты ряда левых организаций, в том числе «Борцы за мир», «Коалиция женщин за мир», «Человек без границ» и «Гуш-Шалом», посетили с визитом солидарности арабскую деревню Аварта, в том числе семью одного из убийц, мать которого пыталась отрицать участие своего сына в убийстве детей.

### Палестинская национальная администрация
13 марта глава администрации М. Аббас позвонил премьер-министру Израиля Б. Нетаньяху, осудив теракт и сказав, в частности, что «насилие может породить только насилие», и призвал к всеобъемлющему соглашению о прекращении конфликта. Премьер-министр ПНА Салам Файяд заявил, что «насилие не оправдывает насилия […] (вне зависимости), кто это делает и кто становится его жертвой», а министр иностранных дел Рияд аль-Малки также заявил, что «резко и однозначно осуждает любое действие, которое вредит гражданским лицам, независимо от того, кем они являются».
Согласно порталу DEBKAfile, накануне звонка М. Аббас отдал распоряжение лидерам ФАТХа не осуждать конкретно данный теракт.
Б. Нетаньяху в ответ заявил о своём разочаровании реакцией руководства ПНА. Ранее он обвинил его в том, что «подстрекательство против Израиля» в ПНА способствовало совершению теракта. «Многих в Израиле шокировал суховатый тон председателя ПА».
12—13 марта руководители таких государств и организаций, как Австралия, Англия, Германия, Канада, Франция, США, ООН и других решительно осудили теракт, заявив, в частности, что «убийство спящих детей и родителей — это преступление против человечества, и ему не может быть никакого оправдания», и потребовав от руководства ПНА однозначного осуждения теракта и его исполнителей.
В эти же дни в интернете были опубликованы фотографии жертв теракта.
14 марта М. Аббас в эксклюзивном интервью государственному радио Израиля осудил теракт в поселке Итамар, назвав его бесчеловечным. При этом, он заявил, что если в ближайшие полгода не будет подписано соглашение с Израилем, и не будет создано палестинское государство, на «палестинской улице усилится чувство разочарования и отчаяния».
По мнению газеты «Хаарец», это второе заявление Аббаса было сделано, в том числе, и под израильским дипломатическим давлением, и в результате публикации фотографий тел убитых.
В этот же день министр иностранных дел ПНА Риад аль-Малики заявил, что семья Фогель — взрослые и дети — «были убиты таким способом, какой ещё не использовал не один палестинец». Газета «Хаарец» отметила, что данное заявление не соответствует действительности, напомнив про теракт в кибуце Мецер и десятки других терактов, направленных против беззащитных детей, женщин и пожилых людей.
По словам аль-Малики, теракт не был совершен по националистическим мотивам, и поэтому «встаёт вопрос о том, не поторопился ли Израиль обвинять палестинцев».
В январе 2012 года в репортаже официального телеканала арабской автономии в телепрограмме «Для тебя» о суде над убийцами семьи Фогель в Итамаре, тётя одного из убийц назвала своего племянника «героем» и «легендой». В ответ на комментарии тёти террориста ведущая программы сказала: «Мы тоже желаем им удачи». Далее тётя прочла стихотворение, которое она написала в честь убийц, а мать Хакима Авада «передала поздравления своему сыну и с гордостью отметила, что именно он был тем, кто совершил убийство в Итамаре». После этой передачи премьер-министр Израиля Биньямин Нетанияху заявил: «По палестинскому телевидению был показан сюжет, в котором прославлялись убийцы семьи Фогель, убившие трех маленьких детей и их родителей. На официальном телевидении эти убийцы были представлены героями и святыми. Данные программы были показаны вслед за призывами главного муфтия Иерусалима к убийству евреев. …Мы …надеемся, что ПА решит возобновить переговоры и начнет дистанцироваться от разжигания ненависти и от призывов к террористическим актам».

### Беспорядки и демонстрации
В секторе Газа после обнародования известия про резню в Итамаре на улицах начались массовые радостные танцы, а ХАМАС организовал раздачу конфет и пирожных.
По утверждению главы поселкового совета арабской деревни Кфар-Бурин, 12 марта израильские поселенцы намеревались осуществить «акцию возмездия» в его деревне после теракта, попытавшись захватить в заложники двоих детей, но покинули деревню после вмешательства израильских военнослужащих. По сообщению других палестинских источников, израильские поселенцы атаковали несколько домов в палестинских деревнях рядом с Итамаром, в районах Наблуса, Рамаллы, Вифлиема и Хеврона. Согласно этим источникам, поселенцы закидывали камнями и поджигали арабские машины, и поступали сообщения о палестинцах, которым потребовалась медицинская помощь.
13 марта израильский автобус, возвращавшийся с похорон семьи Фогель, был блокирован на шоссе арабами и забросан камнями. Пострадавших не было, поскольку водитель сумел вывести автобус из окружения.
13 марта на центральных перекрёстках Израиля прошли демонстрации в поддержку поселенцев под девизом «Все мы израильтяне, все мы поселенцы». Председатель совета поселений Иудеи и Самарии Дани Даян призвал правительство изменить свою политику от противодействия к поддержке поселенческого движения, сказав, что «руководство ПНА должно заплатить за подстрекательскую деятельность и фактическую поддержку террористов».

### Международная реакция
(англ.)

## Публикация фотографий жертв теракта
12—13 марта Совет поселений Иудеи и Самарии, с согласия родственников погибших, передал в СМИ фотографии окровавленных тел убитых членов семьи Фогель. Передачу этих фотографий в СМИ также одобрил министр информации Израиля Ю. Эдельштейн, заявив, что «Только тот, кто посмотрит на фотографии трехмесячной Адас, которую хладнокровно зарезали, поймет, с чем именно мы имеем дело и что на самом деле происходит на Ближнем Востоке».
В то же время поступила и резко отрицательная реакция против публикации таких фотографий со стороны раввина Йегуды Меши-Заава — главы организации ЗАКА. Портал newsru.co.il снял эти фотографии, сочтя их публикацию в СМИ, размещающих коммерческую рекламу, неэтичной.
При этом бывший главный раввин АОИ Авихай Ронецки поддержал решение о публикации снимков: «Важно, чтобы мир понял, с кем нам приходится иметь дело», «Речь идет об убийцах. Не об одном человеке, и даже не о двух. Это народ, с которым мы хотим заключить мир», — сказал он.
Снимки погибших не были опубликованы крупными израильскими (кроме «Едиот ахронот») или мировыми СМИ, а некоторые ролики с этими фотографиями были удалены администрацией с портала YouTube, что вызвало резкую критику в Израиле.
Кэролайн Глик, главный редактор сайта «Латма», отметила, что «YouTube однозначно дискриминирует Израиль. На то, чтобы снять с сайта фильмы „Джихада“ и „Аль-Каиды“, у них уходит несколько месяцев». С обвинениями в адрес YouTube выступил также и представитель пресс-службы Армии Обороны Израиля, приведя соответствующие примеры. «Директор стратегического отдела Google в Израиле Дорон Авни категорически отверг эти обвинения». Депутат Дани Данон обратился к Центру информации и исследований Кнессета с просьбой подготовить статистические данные о количестве удаленных с YouTube произраильских фильмов «по сравнению с пропагандирующими насилие палестинскими видео».
Несмотря на снятие фотографий, они широко распространились как на портале YouTube, так и в социальных сетях благодаря усилиям множества израильтян.
16 марта 2011 года отец убитой Рут Фогель, раввин Иехуда Бен-Ишай, в интервью второму каналу израильского телевидения, попросил у СМИ не распространять фотографии «окровавленных тел его дочери, зятя и внуков» и сказал, что «публикация была бы неуважением к памяти погибших». Интервью состоялось спустя почти двое суток после того, как министр информации и по делам диаспоры Ю. Эдельштейн объявил о распространении «страшных фотографий убитых в Итамаре по всему миру, с тем, чтобы там поняли, с кем нам приходится иметь дело». По его словам, родные погибших согласились на публикацию фотографий, «попросив лишь заретушировать лица».

## Памяти жертв
- Иешива в Итамаре получила в подарок новый свиток Торы, написанный в честь памяти семьи Фогель, — от супружеской пары Кофефельд, совершивших алию из США[96].
- Родители детей, погибших в теракте около дискотеки «Дольфи», вместе с жителями Итамара посадили деревья, заложив в поселении парк памяти жертв террора[97].
- Новый учебный класс иешивы в Итамаре назван «Мишкан Эхуд» — в память Эхуда Фогеля[96][98][99].
- Рядом с поселением Итамар жители посёлка в память об убитых возвели форпост Гиват-Арье, который уже неоднократно сносился израильской полицией, но снова отстраивался[100].
- Во имя убитых строится много зданий на всей территории Государства Израиль[101].

## Связанные события
В 2014 году 9 марта в машину депутата Кнессета от партии Еврейский дом Аелет Шакед, ехавшей на день поминовения семьи Фогель, около перекрестка Тапуах был брошен камень. Шакед заявила, что это — следствие переговоров с арабами: «После того как начались переговоры, камни и бутылки с зажигательной смесью вновь стали обыденным явлением на шоссе в Иудее и Самарии».

## Предыдущие теракты в поселении

### 2002 год
28 мая
3 ученика йешивы от 14 до 17 лет, были застрелены, когда играли в баскетбол во дворе йешивы, ещё двое — были легко ранены.
20 июня
Рахель Шабо и трое её детей от 5 до 16 лет, были застрелены ворвавшимся в их дом террористом. Также погиб прибывший им на помощь сосед. Ещё двое её детей были тяжело ранены. В результате перестрелки террорист был уничтожен. Дом семьи Шабо сгорел.
30 июля
Ранним утром террорист ворвался в один из домов поселения и нанес ранения оказавшему ему сопротивление хозяину дома и его жене. Пострадавшие доставлены в больницу в критическом состоянии. Силы безопасности уничтожили террориста.

### 2004 год
13 августа
Житель поселения Итамар скончался 13 августа после того, как был тяжело ранен в перестрелке на въезде в поселение. Террорист, сотрудник Службы превентивной безопасности ПНА и член группировки «Танзим» (ФАТХ), был уничтожен силами самообороны поселения. Ответственность за теракт также взяли на себя Бригады мучеников Аль-Аксы.

## Юридические последствия
В 2018 году Тамар Фогель и её семья подали иск к убийцам, Палестинской автономии и Организации Освобождения Палестины на сумму 400 миллионов шекелей. Иск подан в иерусалимский окружной суд через организацию Шурат а-Дин. Адвокатов убийцам нанимал и оплачивал Мансур Аббас — араб, будущий израильский политик.